# Zlatko Keser
Zlatko Keser (Zagreb, 23. siječnja 1942.), hrvatski slikar, grafičar i akademik.

## Životopis
Redoviti je član Hrvatske akademije znanosti i umjetnosti.

## Vanjske poveznice

### Sestrinski projekti
|  | Wikicitati imaju zbirke citata o temi Zlatko Keser |

### Mrežna mjesta
- LZMK / Hrvatska enciklopedija: Keser, Zlatko
- LZMK / Proleksis enciklopedija: Keser, Zlatko
- www.ps-portal.eu – Aleksandar Olujić: Zlatko Keser u Klovićevim dvorima  Arhivirana inačica izvorne stranice od 12. siječnja 2021. (Wayback Machine)
- Izložba Zlatka Kesera u Karlovcu, Galerija Vjekoslav Karas, 5. 10. 2022.

Enigma Zlatko Keser - kako gledati i razumjeti djela suvremenog likovnog umjetnika